# هینیکن ان.فی

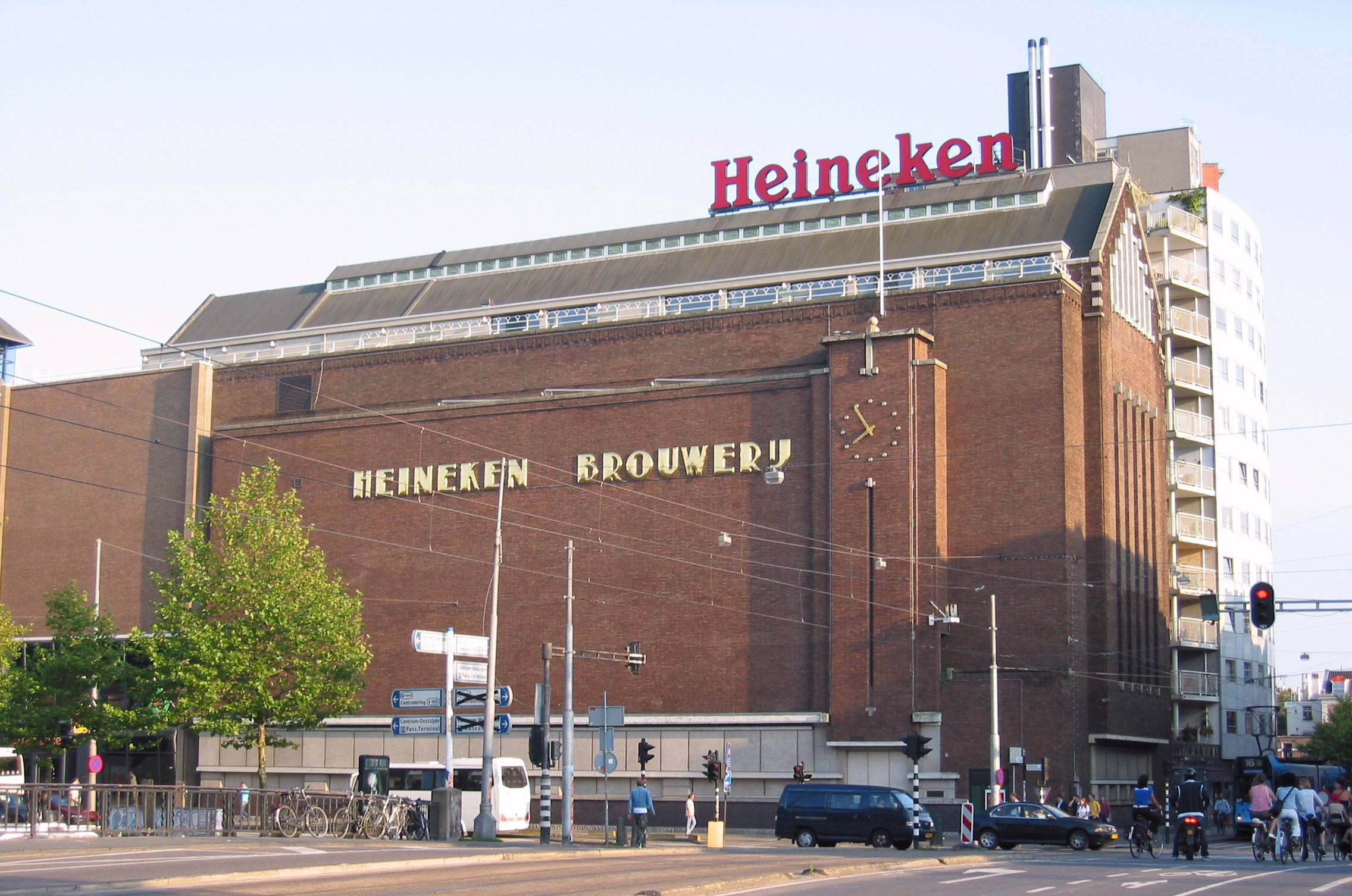
کارخانه آبجوسازی هینیکن در آمستردام

هینیکن اِن.فِی یا هَینِکن اِن.فِی (هلندی: Heineken N.V.) شرکت نوشیدنی هلندی و یکی از معروفترین برندهای آبجو در جهان است. آبجوسازی هینیکن با تولیدی بالغ بر ۱۳۹٫۲ میلیون هکتولیتر در سال، پس از شرکت‌های انهایزر-بوش اینبیف و سبمیلر، سومین آبجوسازی بزرگ جهان، بشمار می‌آید.
شرکت هینیکن در سال ۱۸۶۴ توسط خیرارد آدریان هینیکن؛ در شهر آمستردام بنیان گذاشته شد و در اواخر سال ۲۰۰۴ دارای بیش از ۱۳۰ کارخانه آبجوسازی در بیش از ۶۵ کشور جهان بود. در سال ۲۰۱۱ شمار کارکنان آن ۶۴٫۲۵۲ نفر اعلام شده‌است. محصول اصلی این شرکت، آبجوی هینیکن، از نوع دیررس و به سبک پیلزنر است.